# 古橋廣之進
古橋 廣之進（ふるはし ひろのしん、1928年〈昭和3年〉9月16日 - 2009年〈平成21年〉8月2日）は、日本の水泳選手でありスポーツ指導者。日本大学名誉教授。フジヤマのトビウオの異名を持つ。位階は従三位。
第二次世界大戦終了後の水泳界で次々と世界記録を打ち立てた。現役引退後は大同毛織（現 ダイドーリミテッド）に入社。その後、母校・日本大学の教授や日本水泳連盟会長、日本オリンピック委員会会長を歴任した。2009年（平成21年）8月2日、世界水泳選手権が開かれていたイタリア・ローマで死去した。

## 経歴

### 大学進学まで
1928年（昭和3年）9月16日、静岡県浜名郡雄踏町（現・浜松市中央区）にて生まれる。雄踏町立雄踏小学校4年の時に水泳部に入部。当時、古橋が通っていた学校の水泳部では、浜名湖での遠泳が伝統的に行われており、古橋は6年生の時100mと200mの自由形で学童新記録を樹立した。その際、新聞報道で「豆魚雷」との異名を付けられた。その後、浜松第二中学校（現・静岡県立浜松西高等学校）へ進学したものの、太平洋戦争の激化により水泳を続けることができなかった。さらに学徒勤労動員で砲弾工場で作業していた際、旋盤に左手の中指を挟まれ、第一関節から先を切断するという事故に遭っている。事故に遭った頃は「もう泳げない」とかなり落胆していた。

### 「フジヤマのトビウオ」

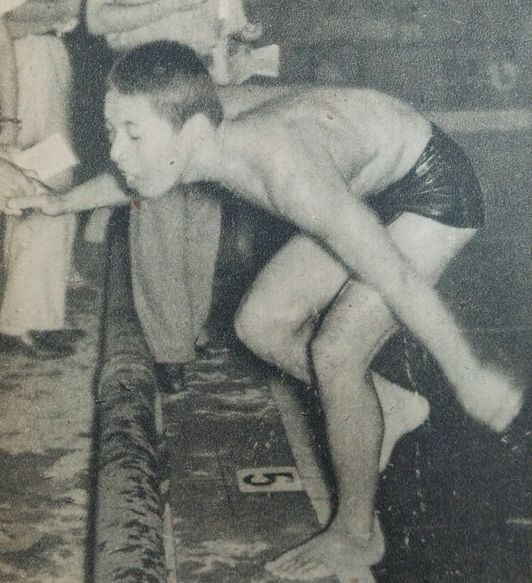
世界新記録樹立直後の古橋

日本大学進学後に水泳を再開。この頃の想い出として、「国民体育大会に出場するために東京から兵庫県の宝塚市へ向かったが、汽車賃がないので無賃乗車して乗り継ぎ、やっとのことで宝塚に行った」と語っている。日本大学水泳部の同期には橋爪四郎がおり、橋爪は戦後の日本水泳界を古橋と共に支えた。
1947年（昭和22年）の日本選手権では、400m自由形を4分38秒4で優勝した。公式記録にはならなかったものの、当時の世界記録を上回るタイムを出した。
敗戦国の日本は1948年（昭和23年）のロンドンオリンピックへの参加が認められなかった。日本水泳連盟はロンドン五輪の水泳競技決勝と同日に日本選手権を開催し、古橋は400m自由形で4分33秒4、1500m自由形で18分37秒0を出した。これはロンドン五輪金メダリストの記録および当時の世界記録を上回っていた。同年9月の学生選手権では、400m自由形で自己記録を更新する4分33秒0、800m自由形では9分41秒0を出し、これも世界記録を越えていた。しかし日本が国際水泳連盟から除名されている時期であったため、これらの記録は世界記録として公認されなかった。とはいえ、敗戦直後で日本人の多くが苦しんでいる時期に記録を連発する古橋は国民的ヒーローであった。
1949年（昭和24年）6月には日本の国際水泳連盟復帰が認められ、古橋や橋爪四郎ら6選手は、8月にロサンゼルスで行われた全米選手権に招待されて参加した。大会初日の8月16日に行われた1500ｍ自由形では、予選A組に出場した橋爪が18分35秒7の世界新記録を出すと、直後のB組に出場した古橋は18分19秒0という脅威的な記録をマーク。400m自由形で4分33秒3、800m自由形でも9分33秒5の世界新記録を樹立し、アメリカの新聞では「フジヤマのトビウオ」（The Flying Fish of Fujiyama）と書かれた。この遠征はサンフランシスコ講和条約締結前であり、米ドルがなかったため、日本水連幹部や在米日系人からの寄付で参加が実現できた。渡航前にはGHQのダグラス・マッカーサー元帥や昭和天皇からも励ましを受けた。戦後間もなかったこともあり、大会前はアメリカ国民にジャップと侮蔑され呼ばれることもあったが、大会後は一躍ヒーローとなり、ハリウッドではボブ・ホープらにサインをねだられたという。
1951年（昭和26年）に日本大学法文学部（現在は法学部）政治経済学科を卒業し、大同毛織に入社。多くの大企業や役所などから特別待遇での誘いを受けていたが、社業と水泳の両立を目的にあえて同社に入社したという。同年には第1回日本スポーツ賞を受賞している。1952年（昭和27年）の日本選手権では思うような記録が出なかったが、その年のヘルシンキオリンピックに出場した。しかし既に選手としてのピークを過ぎていたことや、1950年（昭和25年）の南米遠征中にアメーバ赤痢に罹患し発症していた ことが響き、五輪本番では400m自由形8位に終わった。
この時、実況を担当したNHKの飯田次男アナウンサーは涙声で「日本の皆さま、どうぞ、決して古橋を責めないで下さい。偉大な古橋の存在あってこそ、今日のオリンピックの盛儀があったのであります。古橋の偉大な足跡を、どうぞ皆さま、もう一度振り返ってやって下さい。そして日本のスポーツ界と言わず、日本の皆さまは暖かい気持ちを以て、古橋を迎えてやって下さい」と述べた。

### 現役引退とその後
引退後は社業に務める傍ら、水泳界の発展に尽力した。1966年（昭和41年）には大同毛織を退社し、日本大学専任講師となると共に日本水泳連盟役員となった。1969年（昭和44年）には東京都品川区大井に「品川とびうおスイミングクラブ」を、1970年（昭和45年）には「とびうお杉並スイミングクラブ」を設立したが、後に倒産している。
ロサンゼルスオリンピックでの日本選手の大麻吸引事件による役員刷新により、1985年（昭和60年）には日本水泳連盟会長に就任した。神戸市で行われたユニバーシアード大会では事務総長を務めた。1990年（平成2年）から1999年（平成11年）までは日本オリンピック委員会（JOC）会長を務め、1996年（平成8年）のアトランタオリンピックでは日本選手団の団長を務めた。また、1993年（平成5年）に設立された日本学生トライアスロン連合の初代会長も務めた。

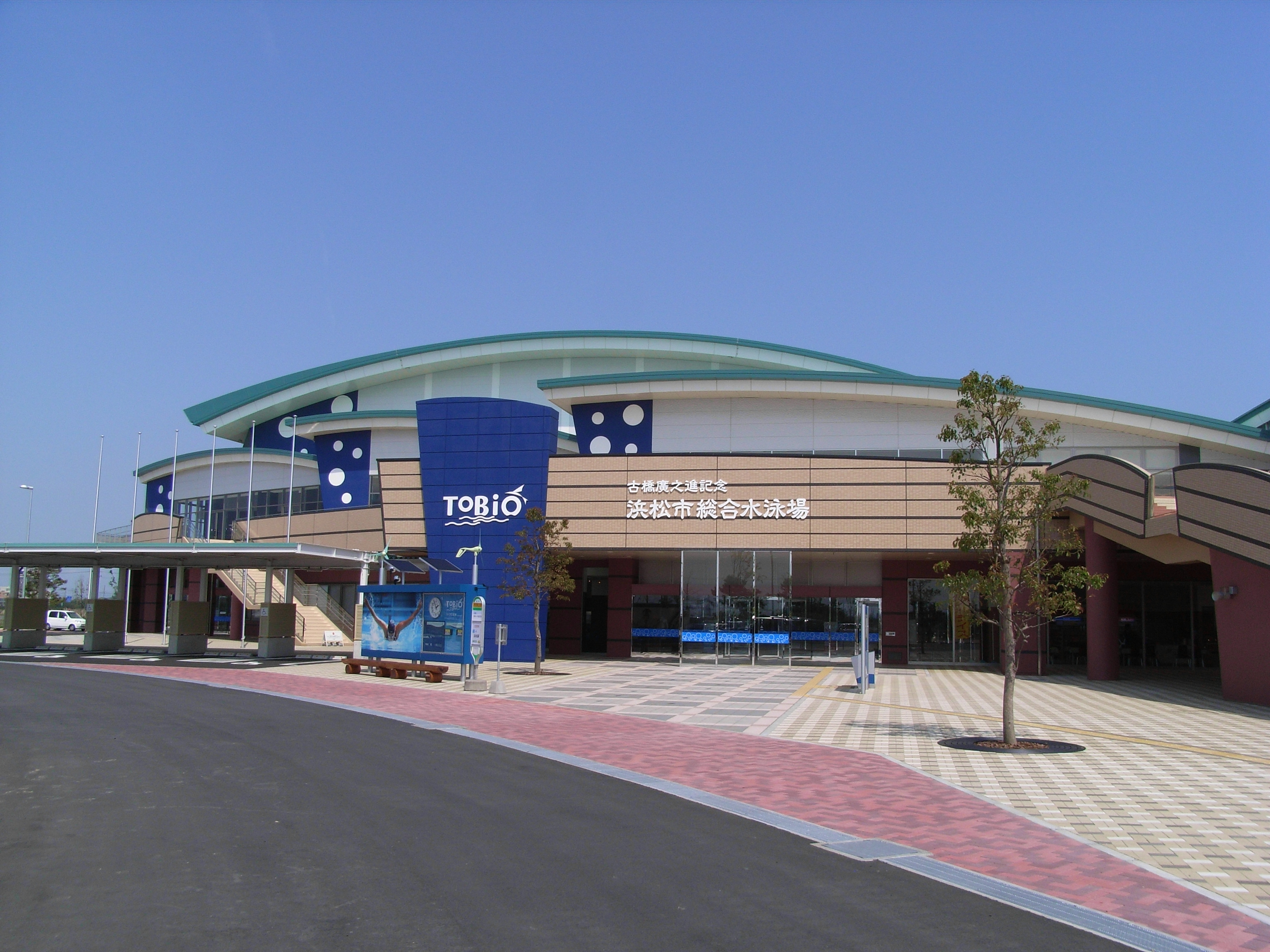
古橋廣之進記念浜松市総合水泳場 ToBiO

また、亡くなるまで日本オリンピアンズ協会の名誉顧問も務めていた。2008年（平成20年）11月3日、オリンピック出場経験者としては初、日本スポーツ界の人物として2人目となる文化勲章を親授された。2009年（平成21年）2月7日、故郷の浜松市に古橋廣之進記念浜松市総合水泳場（愛称：ToBiO）がオープンした。
2009年（平成21年）6月25日、日本水連は競泳日本代表の愛称をトビウオジャパンに決定した。これは古橋の現役時代の「フジヤマのトビウオ」という異名に因んでおり、大海を突き進むトビウオの様に飛躍してほしいとの意味を込めている。
1976年（昭和51年）より国際水泳連盟の副会長を務めた。2009年（平成21年）7月24日にローマで開催された総会でも再選されたが、その9日後の8月2日午前中、現地のホテルの部屋で亡くなっているのが発見された。80歳没。戒名は大照院泳心廣道居士。
死因は急性心不全であり、突然死だったことを記者会見で日本水泳連盟が明らかにした。

## エピソード

### 千葉すずの五輪代表選考
2000年シドニーオリンピックの水泳代表選考をめぐり、代表の選に漏れた千葉すずがスポーツ仲裁裁判所（CAS）に「選考基準が不明瞭である」として仲裁を申し立てた。当時日本水泳連盟会長であった古橋は選考に問題点はないという姿勢を貫いた。
裁定では選考結果自体の見直しには至らなかったが日本水泳連盟側にも選考基準の曖昧さがあったことを認め、仲裁費用の一部負担を言い渡している。
なお日本水泳連盟はこの裁定を受け、シドニーオリンピック以後の国際競技大会選手選考に際し、事前に「派遣標準記録」を設定・公表した上で日本選手権水泳競技大会競泳では標準記録を突破して決勝レースで2位以内に入選した選手を自動的に代表選出するシステムを採用した。

### その他
- 野球ジャーナリストの越智正典が、自身のコラムで「昭和30年代の初め、プロ野球の東京讀賣巨人軍の選手が豪州で自主トレを行った時、当地で選手たちの世話をしたのが、大同毛織で豪州シドニー駐在だった古橋廣之進であった」ことを書いている。この縁から、1991年のプロ野球巨人の開幕戦では始球式に登板している。
- 2000年に発行された記念切手「20世紀デザイン切手シリーズ」第10集では、古橋が全米水上選手権の4種目で世界新を樹立した出来事が取り上げられた。
- 1952年以降、日本がボイコットした1980年モスクワオリンピックを除いて北京オリンピックまで全ての夏季オリンピックに選手・コーチ・役員として参加したという珍しい記録の保持者であった。
- 2004年アテネオリンピックで、国際水泳連盟の役員として選手のメダリストセレモニーを担当した。古橋は当初、8月21日に行われた女子200m背泳ぎ（中村礼子が銅メダルを獲得したレース）の表彰担当だったが、担当レースの直後に行われた女子800m自由形で柴田亜衣が優勝したことを受け、国際水泳連盟が「自由形で日本の選手が優勝したんだ。日本の自由形の花形選手だったフルハシがシバタに金メダルを授与する方がいいだろう」という粋な計らい（サプライズ）で表彰担当役員を入れ替え、古橋が柴田に金メダルを授与することになった[13]。古橋は「五輪で、日本の自由形の選手に金メダルを贈ることが出来るなんて……長く生きていて良かった」と感激していた。
- 少年時代は姉一人、本人、弟一人、妹5人の8人兄弟で、生活は貧しかった。父は舞阪町の日本通運で働いていたが、人の数倍もの給料を稼いでも生活は一向に楽にならなかったという。
- 学生時代には当番制で近所の畑で収穫した野菜を購入し、半分は部員用に残りの半分は闇市で売ったこともあるという[2]。
- 衆議院議員城内実の初代後援会長も務めた。

## 受賞歴
- 1950年 - 中日文化賞[14]
- 1951年 - 第1回日本スポーツ賞
- 1967年 - 国際水泳殿堂入り
- 1983年 - 紫綬褒章
- 1993年 - 文化功労者
- 2003年 - 旭日重光章
- 2005年 - 名誉都民（石原慎太郎知事による）
- 2008年 - 文化勲章（スポーツ選手では史上初）
- 2009年 - 従三位

## 職歴
- 1957年 - 日本水泳連盟常務理事
- 1968年 - 国際水泳連盟理事
- 1976年 - 国際水泳連盟副会長、アジア水泳連盟会長
- 1977年 - 日本水泳連盟副会長
- 1985年 - 日本水泳連盟会長、ユニバーシアード神戸大会事務総長
- 1990年 - 日本オリンピック委員会会長
- 1990年 - アジア水泳連盟会長（1996年まで）
- 1993年 - 日本学生トライアスロン連合会長
- 1994年 - 広島アジア競技大会組織委員会会長
- 1995年 - ユニバーシアード福岡大会組織委員会副会長
- 1998年 - 長野オリンピック冬季大会組織委員会副会長
- 2000年 - アジア水泳連盟会長（2008年まで）
- 2003年 - 日本水泳連盟名誉会長（死去まで）
- 2008年 - アジア水泳連盟終身名誉会長（死去まで）

## 作品
- 1987年 漫画『栄光なき天才たち』集英社 - 第2話の本文中に「取材協力＝古橋廣之進」とある。
- 1992年 TBS『フジヤマのトビウオ 古橋廣之進物語』 - 7月20日放送で大鶴義丹が古橋を演じた[15][16]。
- 2014年 フジテレビ開局55周年記念ドラマ『東京にオリンピックを呼んだ男』 - 10月11日放送で中尾明慶が古橋を演じた。
- 2019年 NHK大河ドラマ『いだてん〜東京オリムピック噺〜』 - 第40回（10月27日放送）で北島康介が古橋を演 じた。